# Escola Normal de Mestres de Girona
L'Escola Normal de Mestres de Girona és una Escola Normal que es va crear el 1914 per oferir per primera vegada a la província de Girona uns estudis exclusius de formació de magisteri on, a més, hi podien estudiar homes i dones. Això va ser fruit de l'interès que es va despertar en aquella època per a educar els infants i, conseqüentment, per a formar-los com a futurs ciutadans; tal com s'esdevé en les societats avançades.

## Antecedents
Durant el curs 1844-45 s'inauguren, a Girona els estudis de Magisteri (Títol de Mestre Elemental). Al voltant dels anys seixanta, l'Escola Normal de Mestres de Girona es converteix en Escola Normal Superior de Mestres (on s'expedien també títols de Mestre Superior). La legislació no permetia expedir títols oficials a alumnes femenines.
Per ordre del govern d'Espanya el 1901 l'Escola Normal Superior de Mestres és eliminada i substituïda pels estudis elementals de Magisteri, agregats a l'Institut General i Tècnic de Girona.
L'1 de maig de 1914 van començar a funcionar per separat l'Escola Normal de Mestres (26 del carrer de la Força) i l'Escola Normal de Mestresses totes dues a la capital gironina (Travessia Sant Josep).

## Seu de la Gran Via
En 1911 es va començar a construir un edifici nou a la Gran Via de Jaume I destinat a centre escolar públic. Posteriorment es construí al costat la nova seu de l'Escola Normal de Mestres, ja per la formació d'ensenyants dels dos gèneres. L'Escola Normal tenia com edifici annex el del Grup Escolar (Bruguera), on feien pràctiques els futurs mestres.
El Grup Escolar s'erigí en terrenys sobre l'antic Baluard del Governador i l'Escola Normal entre aquest Baluard i el de la Santa Creu.
El curs 1964-65, l'Escola Normal de Girona, deixa els locals de Gran Via per traslladar-se al nou edifici del carrer Emili Grahit.

## Centenari
L'Arxiu Comarcal del Pla de l'Estany va organitzar una exposició, visita guiada i taula rodona el 2014 per recordar la història d'aquesta escola amb el títol “Centenari de l'Escola Normal de mestres de Girona”.